# Unmarried Wives
Unmarried Wives er en amerikansk stumfilm fra 1924 instrueret af James P. Hogan.

## Medvirkende
- Mildred Harris som Sonya
- Gladys Brockwell som Mrs. Gregory
- Lloyd Whitlock som Tom Gregory
- Bernard Randall som Morris Sands
- George Cooper som Joe Dugan
- Alice Davenport som 'Ma' Casey
- Majel Coleman som Mrs. Lowell